# كارل بيكر (سياسي)
كارل بيكر هو سياسي ألماني، ولد في 20 سبتمبر 1923 في Flörsheim am Main ‏ في ألمانيا، وتوفي في 3 مايو 2002 في فرانكفورت في ألمانيا. نشط حزبياً في الاتحاد الديمقراطي المسيحي. وقد انتخب عضو في البوندستاغ الألماني خلال فترته النيابية ‏ (14 ديسمبر 1976 – 4 نوفمبر 1980).